# Herpetogramma mutualis
Herpetogramma mutualis is een vlinder uit de familie van de grasmotten (Crambidae), uit de onderfamilie van de Spilomelinae. De wetenschappelijke naam van deze soort is voor het eerst gepubliceerd in 1852 door Philipp Christoph Zeller.
De soort komt voor in Somalië, Congo-Kinshasa, Tanzania, Zanzibar, Angola, Mozambique, Namibië, Zuid-Afrika.